# Spieringplaat
De Spieringplaat is een onbewoond eilandje in het Veerse Meer in de Nederlandse provincie Zeeland. Het langgerekte eiland is 1,3 hectare groot en is weidegebied met wat bebossing. Er is één aanlegsteiger aan de zuidwestelijke kant.
De Spieringplaat is net als de buureilandjes Bastiaan de Langeplaat en Zandkreekplaat vrij toegankelijk voor bezoekers. De maximale tijd aan een ligplaats is 24 uur.